# 手球
手球是手球運動或手球比賽的簡稱；也指手球比賽中的用球，但在這裡它代表前者。標準的手球比賽由兩隊各派七名參與，包括6名普通球員及1名守門員，在長40公尺，寬20公尺的球場上互相對抗、互相進攻。比賽目的是盡量將手球射入對方的球門內，每射入一球就可以得到1分，當比賽完畢後，得分最多的一隊則代表勝出。如果有做出危險動作則會判罰2分鐘下場。三次兩分鐘則會判出紅牌下場。

## 發展歷史
手球運動是在1898年由丹麥人 Holger Nielson 所創
，他利用室內場地首創「七人制手球」，比賽方式為在室內場地兩端各置一球門，雙方各派七名球員以手進行傳接球及射門。尼爾森在1906年制定手球規則，並在北歐各國推展此項運動。
同時間，在德國也有一項類似手球的運動，稱為「門球」；該運動由德國體育教師海澤爾（德語：Max Heiser）專為女子設計，球員不許身體相互接觸，形式與現代手球相似。1919年，另一位德國體育教師卡爾·舍倫茨（德語：Karl Schelenz）改進了海澤爾的設計，參考了門球規則制定「十一人制手球（室外手球）」的規則（如採用較小的球、規定持球者傳球前可走三步、雙方可作身體接觸等），並在歐洲各地極力推廣。自此，手球成為歐洲地區（尤其是斯堪的納維亞半島一帶）極為風行的一項運動。
1928年，國際業餘手球聯合會（IAHF）成立，並負責在德國柏林奧運會舉辦了首次的手球比賽項目（十一人制手球）；其後，為慶祝聯合會成立十周年，又在1938年創辦了世界男子手球錦標賽。直到第二次世界大戰爆發，歐洲成為主要戰場，手球的推廣才暫告中斷。

### 近代發展
戰後，国际手球联合会（IHF）於1946年7月11日在丹麥首都哥本哈根成立，創始會員包括丹麥、瑞典、法國、荷蘭、挪威、波蘭及瑞士。联合会開始大力推廣「七人制手球」，「十一人制手球」自此逐漸式微。
国际手球联合会自1954年起續辦世界男子手球錦標賽，並將之發展為國際手球最高水平的賽事；比賽每4年（有時3年）舉辦一次，至1995年改為每兩年舉辦一次；而世界女子手球錦標賽則在1957年創辦，同為國際女子手球運動最高水平的賽事。此外，1972年德國慕尼黑奧運會首度將七人制手球列為男子組之正式競賽種類，而1976年加拿大蒙特婁奧運會更增列女子手球比賽。目前，手球運動正式成為國際性的運動項目，全球已有183個國家參與手球運動，更有達800,000支隊伍參與其中。

## 基本設備

### 場地

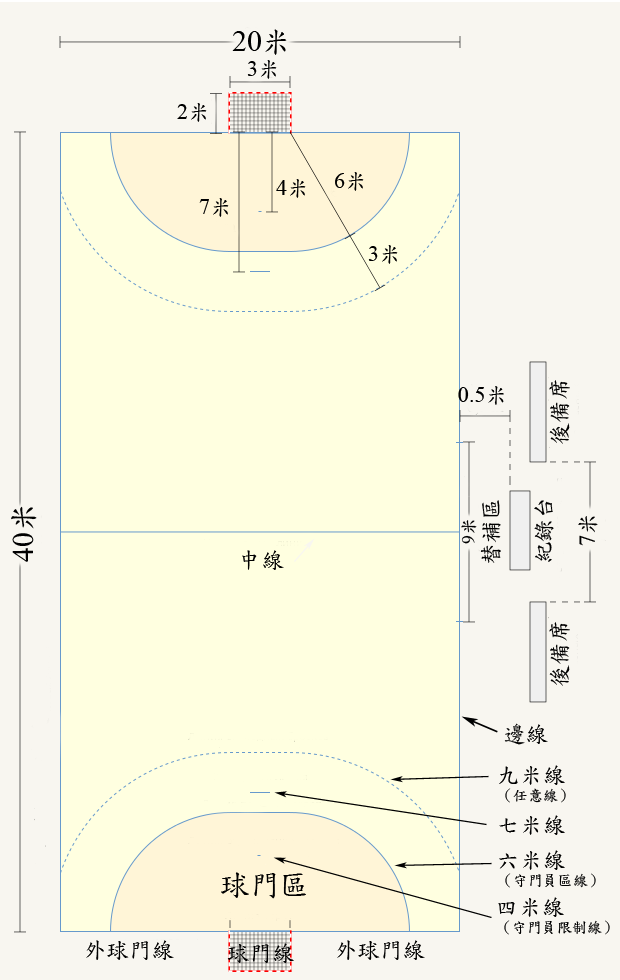
手球場地示意圖

手球比賽的場地為長方形，長40米、寬20米，較長的邊界線稱為「邊線」，較短的稱為「球門線」（球門門柱之間）及「外球門線」（球門兩側）；比賽場地周邊設有安全區，距離邊線最少一米、外球門線最少两米。大會可通過量度場地兩個對角線的長度，檢查場地尺寸是否準確；場地對角線長44.72米、半場的對角線長28.28米。

#### 球門
球門高两米、闊三米，位於球場兩邊外球門線的中央，必須穩固地放置在地面或安裝在後面的牆上。球門柱由一根橫樑相連，門柱和橫樑的橫截面為邊長8厘米的正方柱體，並應由同樣的物料製造（木材、鋁材或化學合成材料）。手球球門須符合歐洲標準組織規格（EN 749, En 202.10-1）。
球門柱必須相間漆上兩種對比鮮明、並與背景有明顯區別的顏色；同一場地的兩個球門顏色必須一致。球門應掛上球網，使擲進的皮球不會立即彈出或穿過球門。

#### 場上界線
- 球門柱間的球門線為八厘米闊，其它的線則均為五厘米闊；連接兩條邊線中點的線為「中線」。
- 「球門區」（六公尺區）位於球門前方，並以球門區線（六米線）為界。除守方之守門員外，其他球員不得進入（射門後順勢衝入者例外），此線離門六公尺，故得「六公尺區」之名。九公尺罰球進行時，防守球員需緊貼此線。
- 「罰球區」（九公尺區）位於球門前方、「球門區」的外圍，並以任意線（九米線）為界。任意線是一條虛線，距離球門區線3米並與之平行。在此區內的犯規引致的罰球皆在此線進行。
- 「七公尺罰球線」（七米線）位於球門正前方，距離球門線7米並與之平行，長度為1米。當裁判判罰七公尺罰球時，主罰球員在此線把罰球在三秒內開出。因其入球率極高，被稱為「手球的十二碼」。
- 「守門員限制線」（四米線）位於球門正前方，距離球門線4米並與之平行，長度為十五厘米[6]。

#### 替補區
- 「替補區」位於邊線外面、中線的兩側直到各隊替補席。只有已登記的球員和隨隊職員可以走進替補區[7]。

### 用球

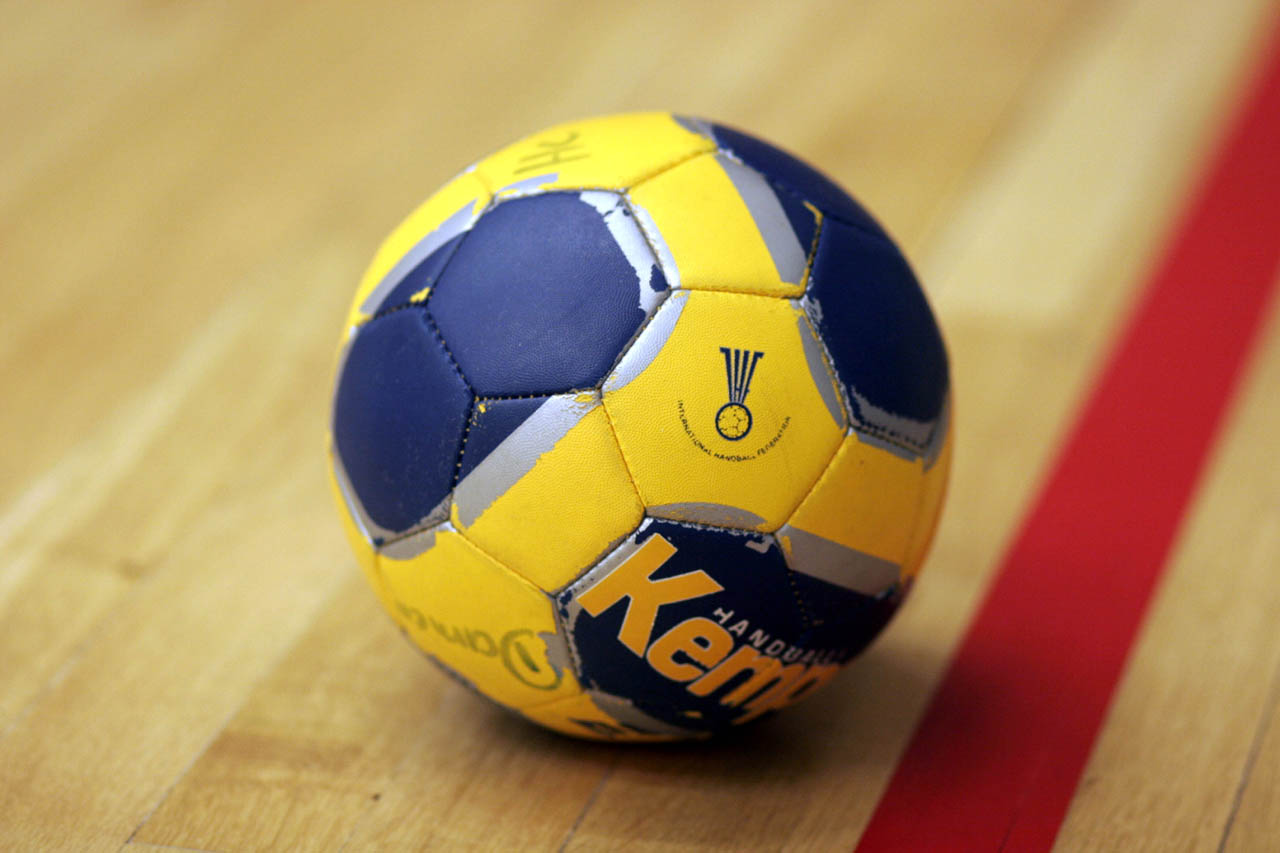
一個3號標準的手球用球

手球的用球必須為球狀，由皮革或合成物料製成，表面不許發亮或呈光滑狀。每場比賽須設有最少有兩個球備用；備用球必須放在記錄台隨時準備更換。
手球的用球應讓運動員能以單手抓緊，所以不同年齡、性別的比賽用球大小也有分別。不同級別球隊所用球的圓周和重量如下：
| 種類 | 適用者                                                | 圓周 （厘米） | 重量 （克） |
| ---- | ----------------------------------------------------- | ------------- | ----------- |
| 3號  | 男子隊 男子青年隊（16歲以上）                         | 58-60         | 425-475     |
| 2號  | 女子隊 女子青年隊（14歲以上） 男子青少年隊（12-16歲） | 54-56         | 325-375     |
| 1號  | 女子青少年隊（8-14歲） 男子少年隊（8-12歲）           | 50-52         | 290-330     |

## 比賽規則

### 概述
手球比賽場地與室內足球場類似。兩隊各七名球員（六名球員加一名守門員）在場上參加比賽，目的是將球射進對方的球門，高分者取勝。在控制皮球時，球員須遵守以下基本規則：
- 球員在接球後，只能持球3秒鐘，此後必須傳球、運球（拍球移動，類似籃球的運球）或射門。
- 球員在接球後，可作3步的移動，此後必須傳球、運球或射門；如球員進行運球，則可再作額外3步的移動。
- 除守方的守門員外，其他球員不得進入球門區。

### 球隊
每隊上場的球員人數不得超過7人，可設替補球員。每隊球隊必須至少有一位守門員，被認定為守門員的球員可以隨時成為場上球員，或透過替補換入第七名場內球員作賽，在這情況下缺少守門員是允許的，惟在該球隊需要擲守門員球時便需要一名場內球員替換守門員以完成擲球；場上球員也可隨時擔任守門員。其他場上球員可於雙方球門區外自由走動，而守門員除不可在對方球門區外走動外，場上所有地方都可以進入。
比賽開始時，每隊上場球員不得少於五人；但比賽期間如有球員受傷或被逐，使某隊在場上的球員減至五人以下，比賽仍可繼續進行；只有裁判有權決定是否終止比賽。

#### 一般球員

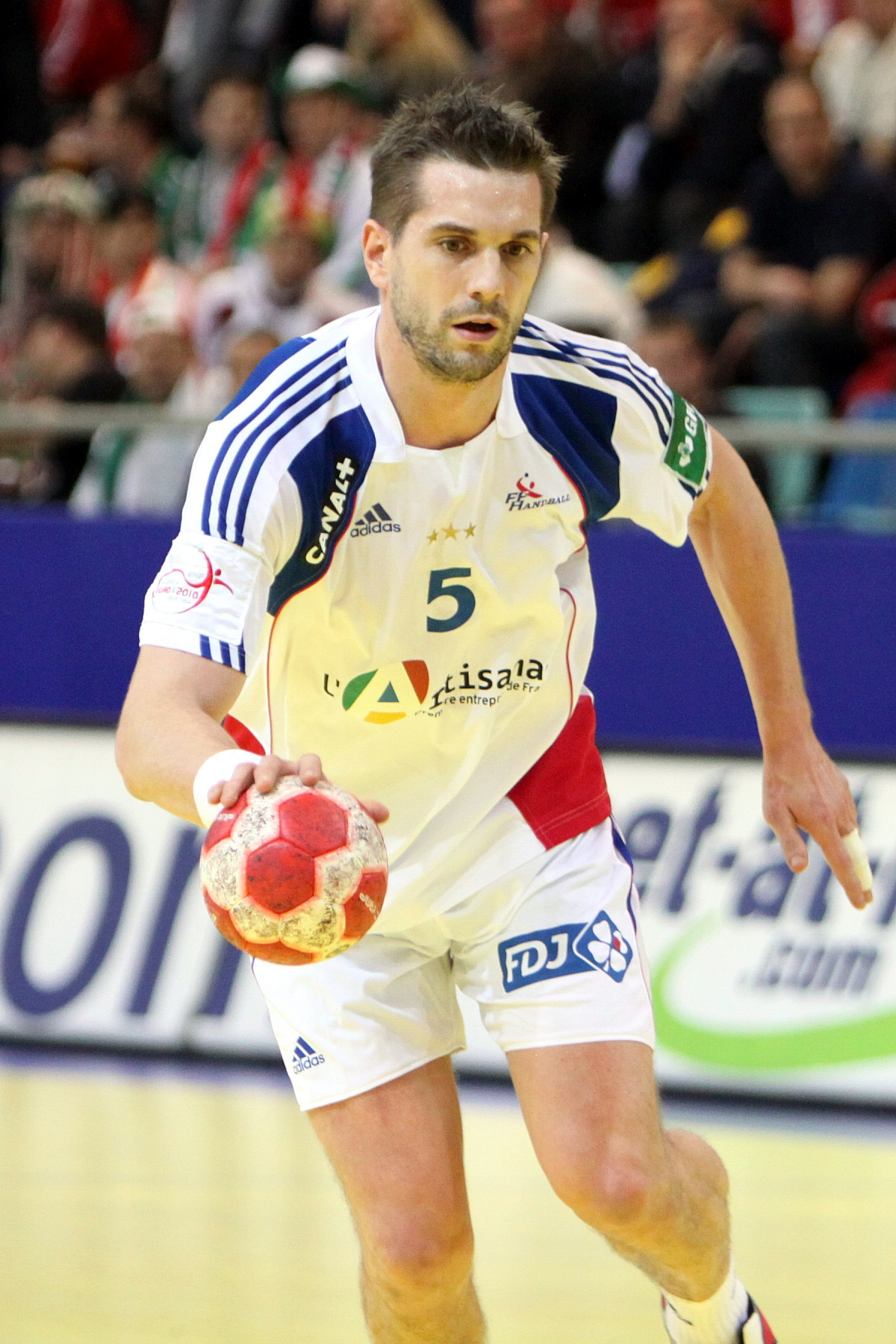
手球球員的裝束

手球規則允許球員用手（張開或併攏）、臂、頭、軀幹、大腿和膝部去擲球、接球、停球、推球或擊球；但不可以用腳或膝關節以下的部位觸球。
球員持球不得超過三秒，持球時的走動不得超過三步；當球員單手或雙手接住球後，必須在三秒鐘內或三步之內將球擲出。當球觸及其他球員或球門後，球員便可再次拍球、運球或接球。
此外，球員如沒有任何明顯的進攻或射門意圖，而持續保持本隊對球的控制，將被視為「消極比賽」，裁判可判罰由對方擲任意球。當裁判發現有球隊「消極比賽」時，可以作出預警手勢，讓控球球隊改變進攻方式；如裁判作出預警手勢後，進攻球隊仍沒有射門，則應判由對方擲任意球。

#### 守門員

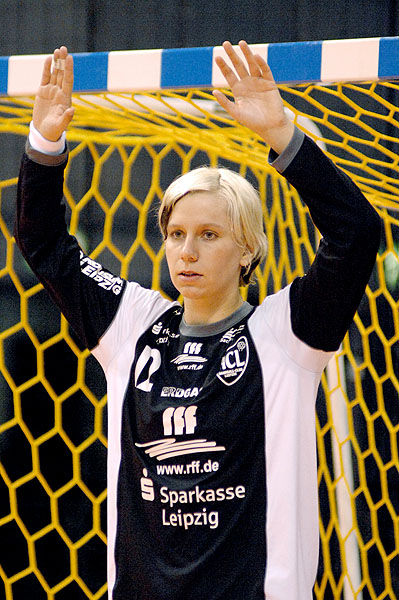
守門員的裝束

手球規則允許守門員在球門區內防守時，運用身體任何部位接觸球；守門員在球門區內的一切持球活動，亦不受場上隊員規則的限制。守門員亦可在比賽期間不持球離開球門區，並在比賽場區參加比賽；離開球門區的守門員，須遵守場上一般球員的規則。
守門員不可以在控制球後持球離開球門區，亦不可以將球門區外地面上靜止或滾動的球拿進球門區。在他/她擲出球門球後，不可以在球觸及其他球員之前在球門區外再次觸球。當球停留在球門區內或正向比賽場區滾動時，他/她亦不可以用腳或膝關節以下的部位觸球。

#### 換人
所有球員須在本方的替補區進出場地。球員離開場地後，入替的球員可在不通知計時員/記錄員的情況下隨時、重複地進場比賽。
如有球隊在換人時違例，裁判會判罰違例球員兩分鐘退場，並在比賽重開時由對方擲任意球；如同一球隊在換人過程中發生多人違例，則只處罰第一個違例的球員。如果替補的隊員進入場地，或在替補區干擾比賽，除了該違例球員須離開場地外該隊亦會被罰，場上的另一隊員須離場兩分鐘。

#### 裝備
同一隊球員所穿著的服裝必須統一，兩隊的服裝顏色和圖案亦須有明顯區別；守門員的服裝顏色，必須與雙方隊員和對方守門員有分別。

球員的球衣號碼應為1至99號，號碼顏色必須與服裝顏色及圖案有明顯分別。印於球衣背後的號碼，高度必須不少於20厘米。雙方隊長須在上臂戴上臂章。

### 比賽時間

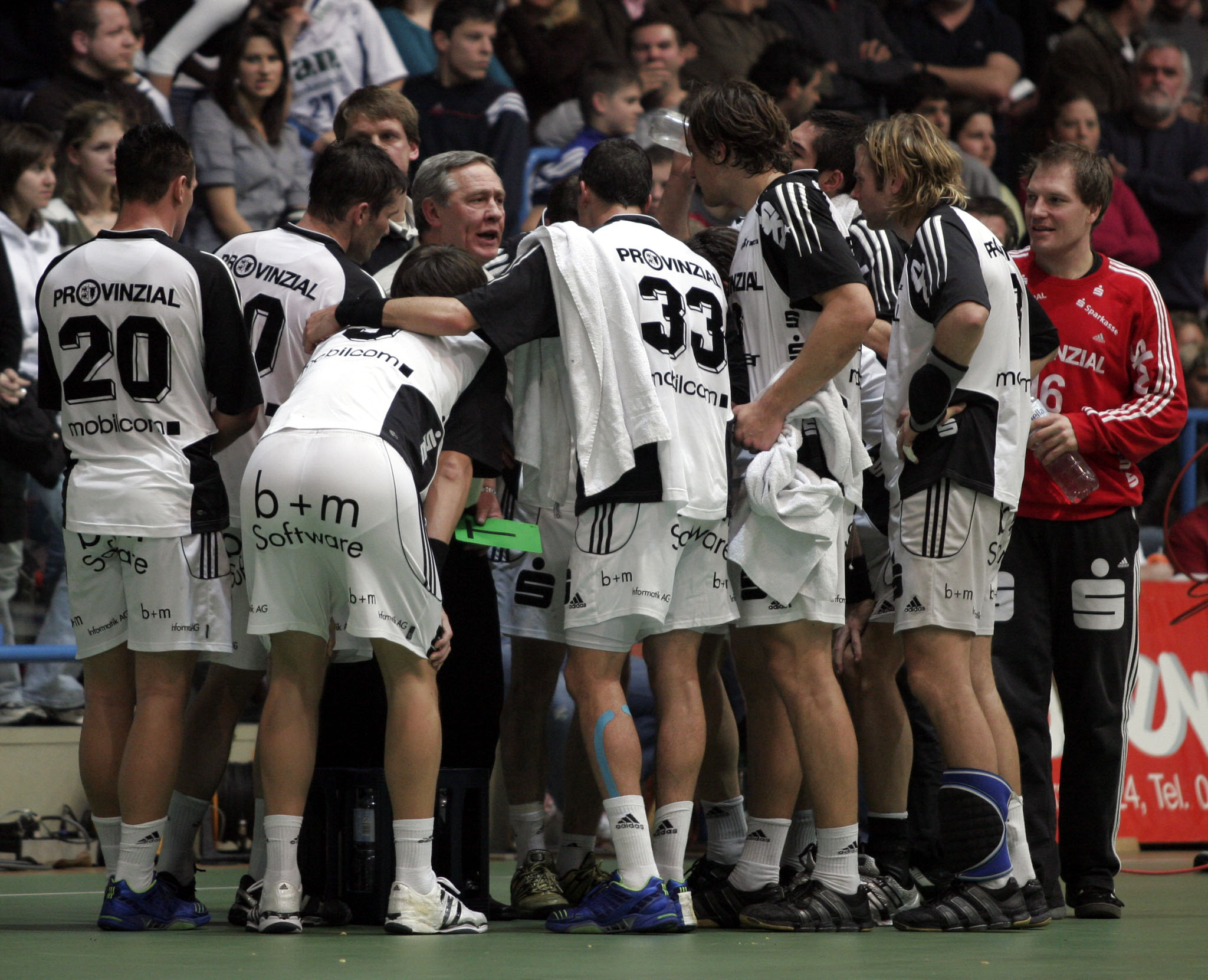
比賽期間的一分鐘暫停

一場標準的手球比賽（16歲和16歲以上球隊）分上、下半場，時間各為30分鐘；而12歲至16歲青少年隊伍的比賽時間為兩個25分鐘，8歲至12歲少年隊伍的比賽時間則為兩個20分鐘。中場休息通常為10分鐘（最長為15分鐘），雙方須在中間休息後互換場地。
比賽在有球員判罰兩分鐘罰出場、取消比賽資格或開除，或球隊執行七公尺球時，計時均需要暫停；此外，球賽的計時亦會在一分鐘球隊暫停和換人違例時暫停。計時暫停時，裁判應用手勢指示計時員停止和重啟計時鐘。
如雙方在正常比賽時間結束時仍打成平手，而比賽規程必須決出勝方，兩隊則在休息5分鐘後進行加時（Overtime）。加時分上、下半場各5分鐘，中場休息1分鐘（雙方互換場地）；如果第一次加時後雙方仍打成平手，兩隊則在休息5分鐘後再進行第二次加時。第二次加時分上、下半場各5分鐘，中場休息1分鐘（雙方互換場地）；如果第二次加時後雙方仍打成平手，則應按比賽規程決出勝方。
在正常的比賽時間內，每隊每半場可有一次一分鐘的暫停；球隊只有在持球時方可向記錄台申請暫停。

### 定點球
界外球
當手球整個越出邊線或外球門線外，裁判會判「界外球」（Throw-in）。界外球由球出界前最後觸球隊的對方執行；球員擲出界外球的位置應是手球出界的地點；如果手球越過外球門線，球員則在手球出界的一側邊線與外球門線交界處擲出界外球。
擲界外球球員的一隻腳必須踏在邊線上，直到拋出皮球為止；擲球隊員不可以將球放在地上，然後撿起。此外，對方隊員必須距離擲球隊員最少三公尺。
球門球
當守門員在球門區內控制球，或者手球越過外球門線，且最後由守門員或對方隊員觸球時，裁判會判「球門球」（Goalkeeper-throw）。球門球由守門員從球門區擲出球門區線；當守門員將球擲到球門區外，該球門球即為執行完畢。當球門球擲出後，守門員不得在球觸及其他隊員之前再次觸球。
任意球
當擁有控球權的球隊犯規，或防守球隊由於犯規而使進攻球隊失去控球權，裁判會中斷比賽，並判由對方擲「任意球」（Free-throw）重新開始比賽。
除犯規情況外，裁判亦會在下列情況判決任意球：
- 比賽因非犯規情況中斷，恢復後應由中斷前擁有控制權的一隊繼續控球；
- 比賽因雙方沒有控球中斷，恢復後比賽中斷前最後一次控制球的球隊繼續控球；
- 比賽因球觸碰天花板，或場地上方的固定物而中斷，應由最後未觸及球的球隊繼續控球。

七米球

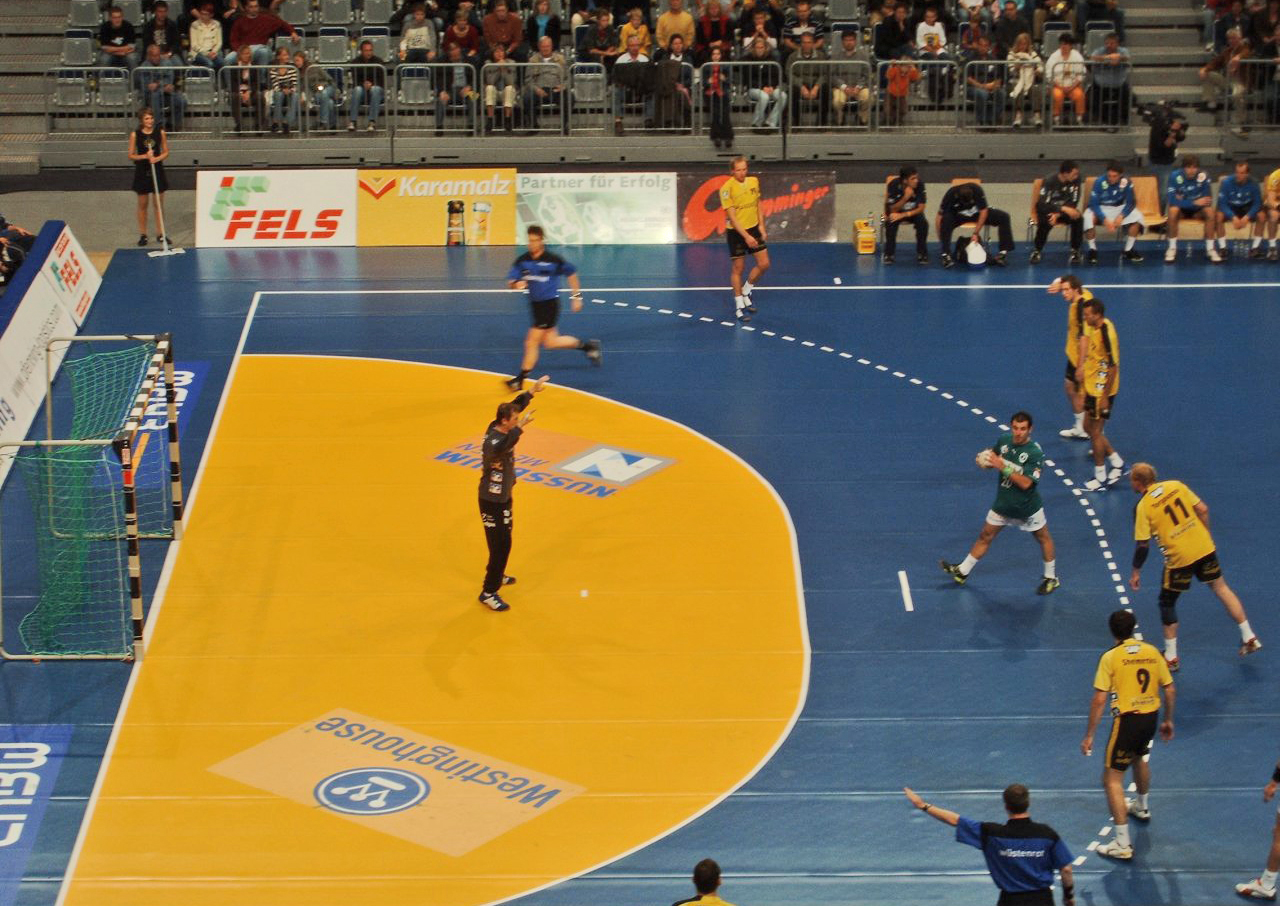
黃衫球隊被判罰七米球

當防守球員使進攻隊員失去控球權或身體平衡，從而失去明顯得分機會，裁判會判「七米球」（7-meter throw）；此外，如球員因錯誤信號或未經允許的人員進入場地，而破壞了明顯得分機會，裁判也會判決七米球。然而，若防守球員犯規，但進攻球員仍能繼續射門得分，則無須再判七米球。
執行七米球的進攻球員，須在場上裁判鳴哨三秒鐘內將球射向球門。球員在球離手前不得觸及或越過七米線，其同隊隊員亦必須位於任意線外，否則將判由對方擲任意球。而對方隊員則必須站在任意線外，並距離七米線至少三米，守門員亦不得越過守門員限制線，否則若擲球球員射門不中，將可獲判重擲。
擲球後，進攻球員在球觸及對方隊員或球門之前不得觸球。

### 犯規與個人懲罰

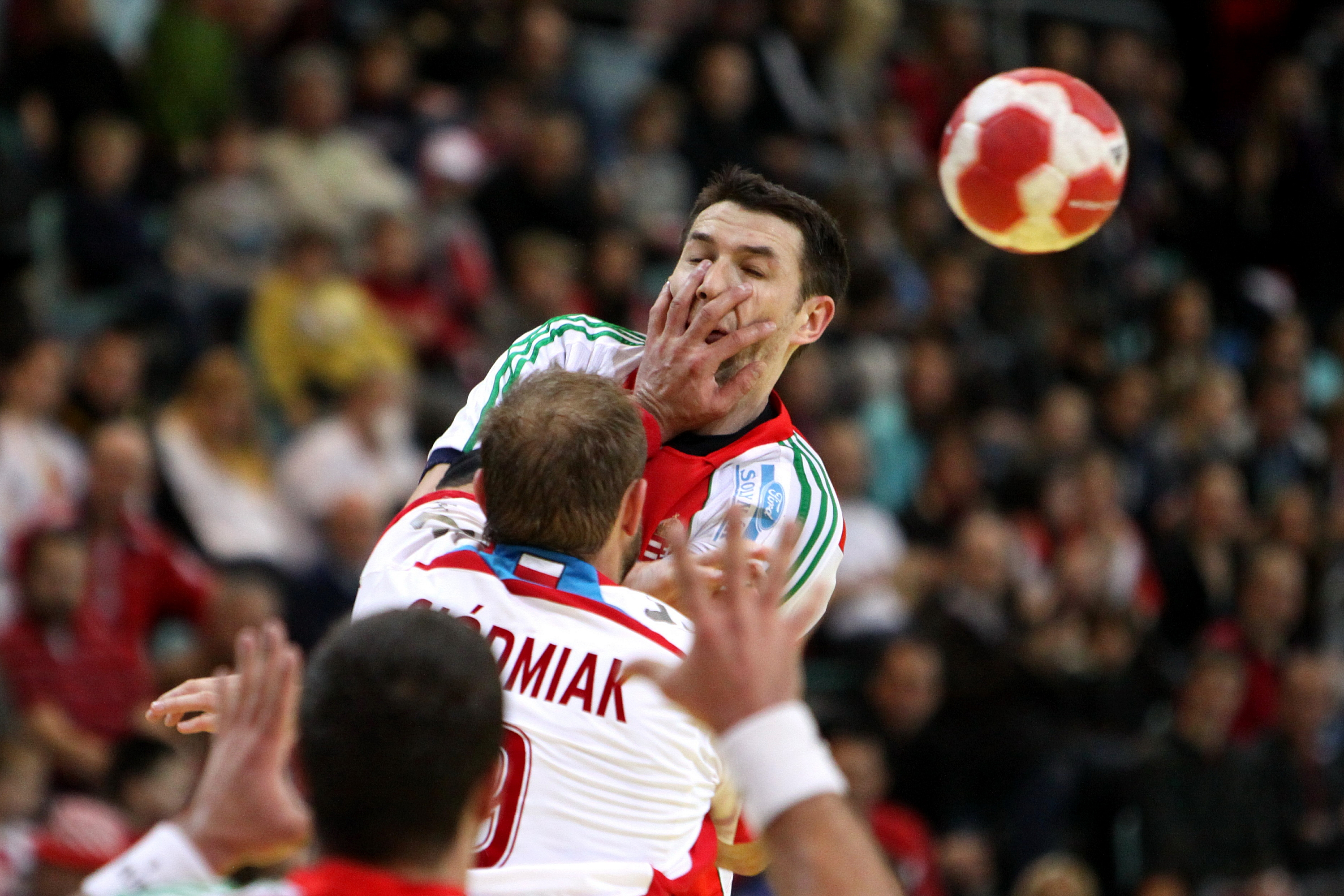
匈牙利手球运动员费伦茨·伊耶什被波兰手球运动员阿图尔·西奥德马克犯规阻断

#### 犯規
手球的規則不允許參賽球員作出下列行為：
- 搶奪或打擊對方球員手中的皮球；
- 用手、手臂、大腿或身體任何部位阻擋或擠開對方球員；
- 拉、抱、推對方球員（身體或衣服）；
- 跑、跳起來撞開對方球員；
- 以違反規則的方式，去干擾、阻擋或危及對方持球或不持球的隊員。

如參賽球員針對對手，而不是球作出犯規行為，將受「個人懲罰」（Personal punishment）。「個人懲罰」是指除犯規球員的球隊會被判罰任意球或七米球外，其個人亦會受到懲罰；有關懲罰以警告開始，繼而被罰出場兩分鐘，最後是取消比賽資格甚至需要提交報告。基本上，處罰會隨犯規次數逐漸加重，但在例外情況下裁判亦會直接判處較重的懲罰：
- 球員作出違反體育精神或道德的行為（包括動作或語言）；
- 球員作出攻擊，並危害對方身體健康的行為（如擊打對方的頭部或頸部、蓄意用腳打擊對方的身體或在擲七米球時蓄意擊中守門員的頭部等）；
- 球員在比賽時間內鬥毆。

#### 個人懲罰
警告（黃牌）

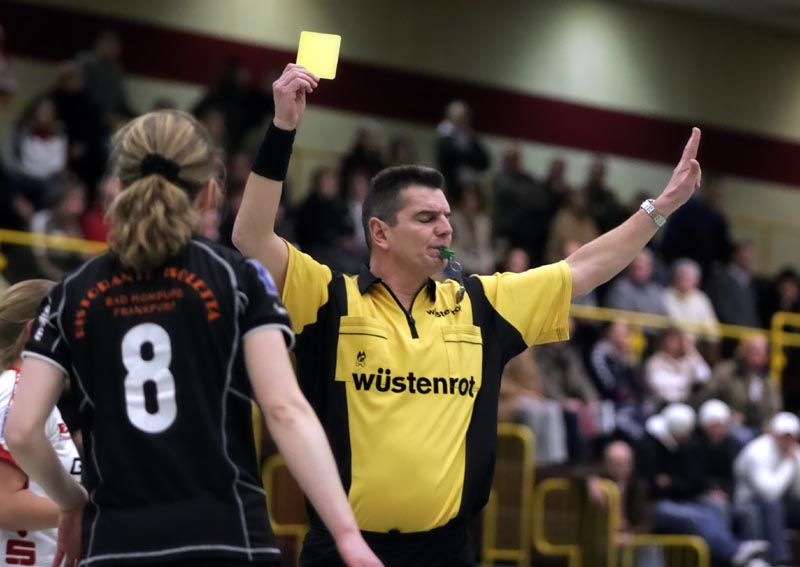
裁判向黑衫8號球員發出警告（黃牌）

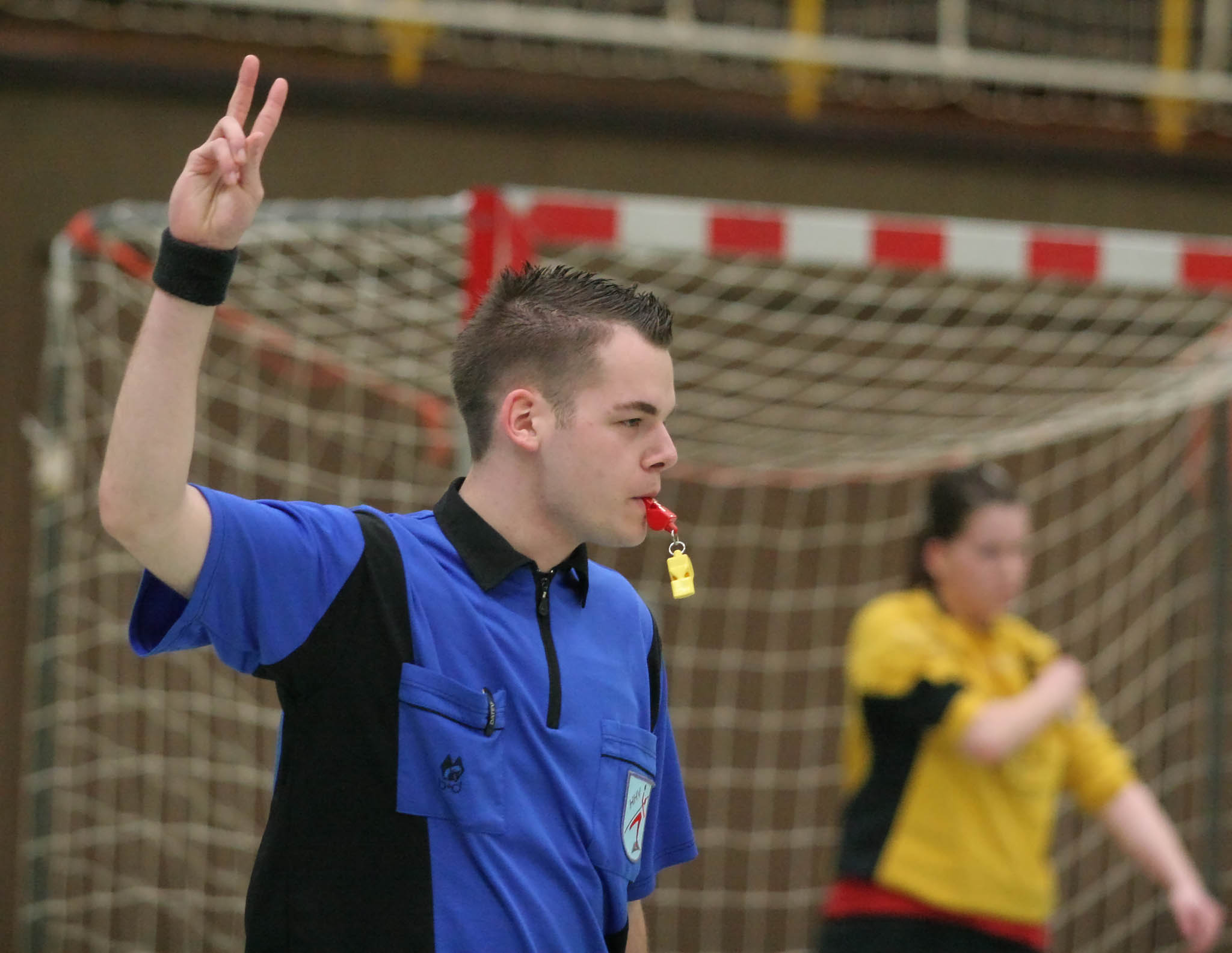
裁判向球員判罰兩分鐘退場

警告為「漸進處罰」的開始，在下列情況下，裁判可向球員發出警告（Warning）：
- 球員作出主要或刻意地針對對方身體的犯規動作；
- 無視距離擲球球員三米或以其他方式，延誤對方正式執行擲球；
- 球員或職員抗議裁判的判決（言語或動作）；
- 透過戲劇式的行為，意圖誤導裁判判決；
- 主動用腳或膝部以下封阻射門或阻礙傳球；
- 由於戰術原因重複進入禁區

當裁判發出警告（Warning）時，會向受罰球員或職員舉起黃牌示意。
如裁判對球員發出過一次警告，或對同一球隊的球員發出過三次警告；自此以後，球員再次犯規將直接被罰兩分鐘退場。裁判不可對被判過罰出場兩分鐘的球員發出警告。
兩分鐘退場
在下列情況下，裁判可向球員判罰兩分鐘退場（2 minutes Suspension）：
- 換人錯誤或違例進場；
- 球員在場內或場外重複作出違反體育精神或道德行為；
- 球員已被警告，仍重複犯規；
- 當裁判把球判給對方時，球員不立即放下皮球；
- 該球隊有球員/職員被判取消比賽資格。

當裁判向球員判罰兩分鐘退場時，會向受罰球員或職員舉起手臂伸出兩指示意；受罰球員須離場兩分鐘，時間從裁判鳴哨重新開始比賽時算起。球員在被罰出場期間不得上場比賽，換言之，該隊的上場球員將減少一人。如球員在上半場比賽結束前不足兩分鐘受罰，則有關懲罰會在下半場繼續。
同一球員若被第三次罰出場，則會被取消比賽資格。
取消比賽資格（紅牌）

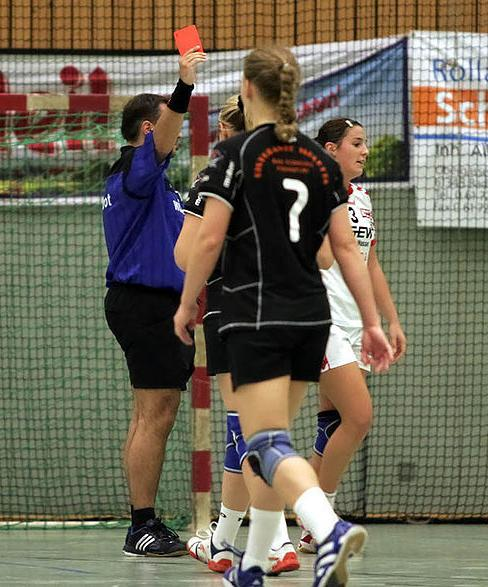
裁判向白衫3號球員出示紅牌

在下列情況下，裁判可取消球員的比賽資格（Disqualification）：
- 無參加比賽資格的隊員違例進場；
- 當一名隨隊職員被罰過出場兩分鐘後，同隊的職員再犯有非體育道德行為；
- 球員作出危及對方身體健康的犯規；
- 場內或場外的球員或職員作出嚴重違犯體育道德的行為；
- 球員或隨隊職員在比賽時間以外，即比賽開始前或在比賽中斷時鬥毆；
- 同一球員第三次被罰出場；
- 球員或隨隊職員在比賽中斷時重複作出違犯體育道德的行為

當裁判向球員判罰取消比賽資格時，會向受罰球員或職員舉起紅牌示意。受罰球員/職員不得再參加該場比賽，並須立即離開場地及替補區，在餘下的比賽時間不得再以任何方式與球隊聯繫。如球員/職員在比賽期間被判取消比賽資格，該隊一個球員須被罰出場兩分鐘。
取消比賽資格及做出書面報告（藍牌）
藍牌為國際手球總會在2016年球例修訂所加入的新項目之一，目的是讓球隊、觀眾及媒體清楚裁判除了作出取消資格的決定外，還會於賽後向有關賽事的紀律委員會提交書面報告跟進處理。
在下列情況下，裁判可取消球員的比賽資格及做
出書面報告（Information written report）：
- 球員作出特別魯莽或特別危險的動作；
- 球員作出有預謀或惡意的動作，而這行為與比賽並無關連；
- 直接向其他人作出侮辱或恐嚇行為（言語或動作）；
- 球隊職員或球員在比賽場區或替補區內破壞一明顯得分機會；
- 當賽事進入最後30秒而球在球賽停頓的狀態時，球員或球隊職員阻止或延誤對方執行擲球，目的是為了防止對方射門或獲得明顯得分機會

當裁判判定球員或職員的行為除了需要取消資格外，還要提交報告予有關賽事的紀律委員會跟進處理時，會先向受罰球員或職員舉起紅牌示意其被取消資格，繼而再向受罰球員或職員舉起藍牌通知球隊、觀眾及媒體，被判罰的行為會在賽後作出書面報告跟進。被判罰藍牌的球員或職員不得再參加該場剩餘的比賽，並須立即離開場地及替補區，在餘下的比賽時間不得再以任何方式與球隊聯繫，受罰球隊的一個球員須被罰出場兩分鐘。

## 裁判人員

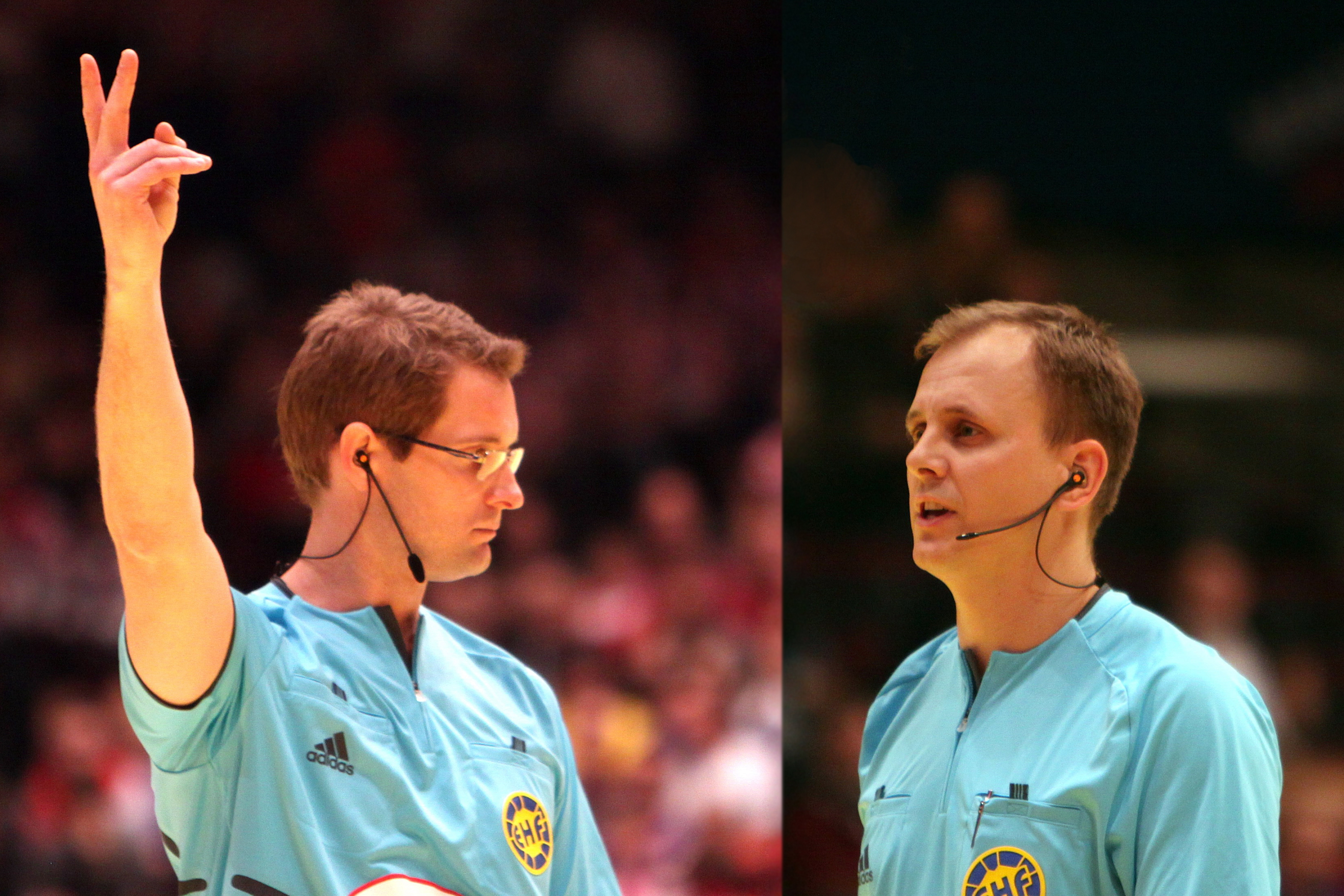
手球比賽的裁判

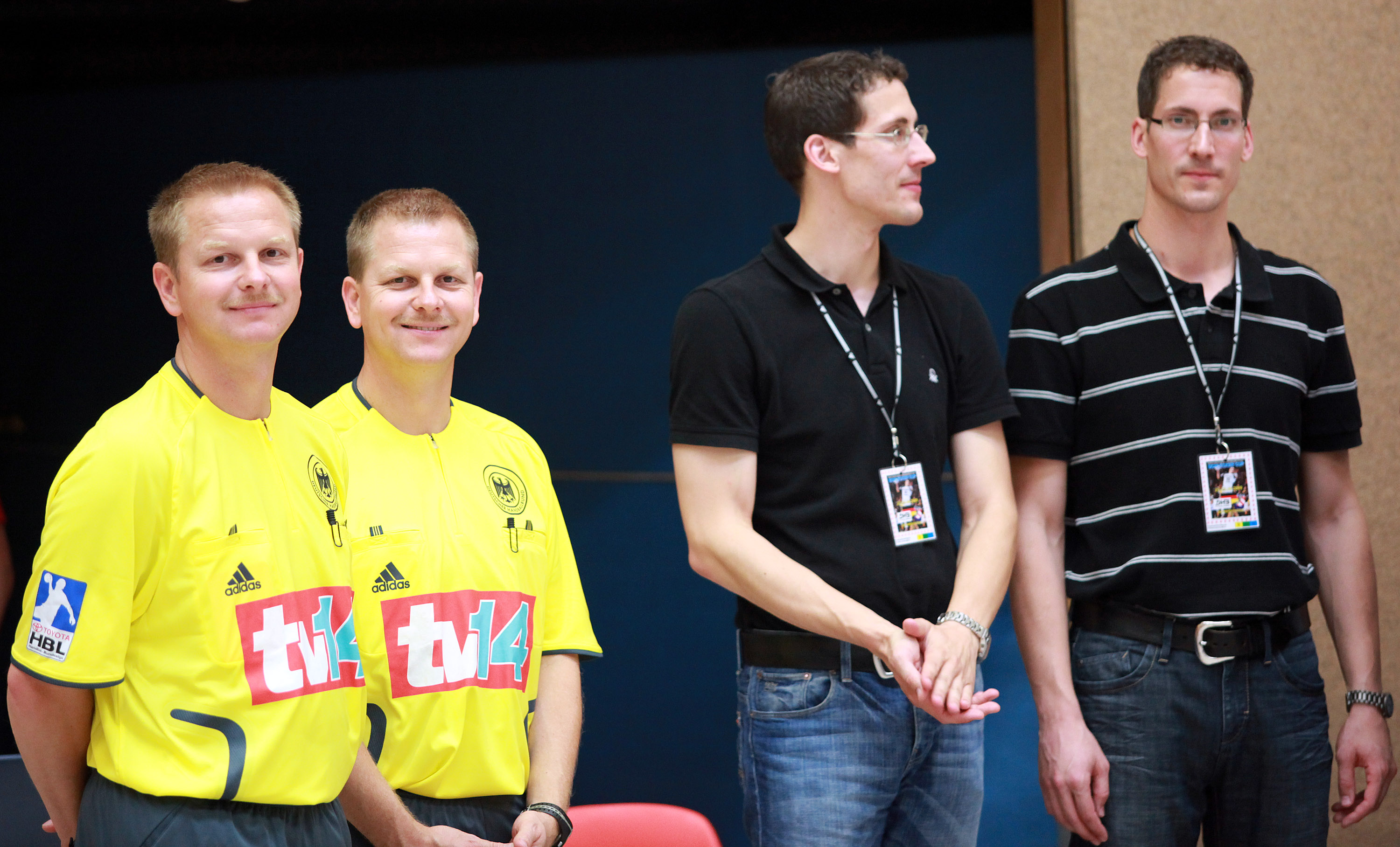
一場比賽的四名裁判人員

每場比賽由兩名權力相等的裁判負責，並設有一名計分員和一名計時員協助裁判。

### 裁判
裁判負責維持比賽秩序，從球員進入比賽場地起開始監管他們的行為；裁判亦負責在賽前對場地、球門、用球、雙方球員的裝著進行檢查，還要檢查替補席人數和確認雙方球隊的隨隊職員。
比賽開始前，一名裁判主持會擲毫選擇賽場。比賽開始時，其中一名裁判為「場上裁判」，站在開球球隊的後方；當對方球隊獲得球後，原來的場上裁判會退至防守隊（原進攻隊）半場的外球門線位置，成為「球門線裁判」。兩名裁判在比賽期間會經常交換位置。
兩名裁判負責保證比賽按規則進行，並對所有犯規的球隊、球員作出判罰（包括判罰警告、兩分鐘退場、任意球及七公尺罰球等）。如果兩名裁判同時鳴哨判罰同一球隊/球員，但在罰則輕重上持有不同意見，裁判應執行較重的罰則。如兩名裁判同時對犯規或球出界鳴哨，但對判罰球隊/球員的裁決意見不同，兩名裁判應透過協商以達致相同裁決；如果雙方無法達成共識，則由場上裁判執行裁決。

### 計時員
計時員主要負責計量比賽時間、暫停時間和受罰隊員的受罰時間，並於上述三項時間後鳴笛以示比賽重新開始或停止。

### 計分員
負責填上球員進球數目及時間（所有合法入球皆作一分計算），紀錄紅、黃牌，並於球員第三次被判罰退場兩分鐘時舉起紅牌，示意球員需被罰出場並且必須立即離開球場。

## 管理組織與主要賽事
国际手球联合会（IHF）負責管理全球各地手球運動的組織；它由五個地區性手球联合会組成，五会分別管轄世界五大洲的手球事務。下面的列表詳列各聯合會的成員，其所舉辦的最高級別的國際賽和球會賽：
| 國際手球總會（IHF）               | 國際手球總會（IHF） | 國際手球總會（IHF） | 國際手球總會（IHF）                     |
| --------------------------------- | --- | --- | --------------------------------------- |
| 國際賽                            | 世界男子手球錦標賽 – 世界女子手球錦標賽 | 世界男子手球錦標賽 – 世界女子手球錦標賽 | 世界男子手球錦標賽 – 世界女子手球錦標賽 |
| 球會賽                            | 世界手球俱樂部錦標賽（Super Globe） | 世界手球俱樂部錦標賽（Super Globe） | 世界手球俱樂部錦標賽（Super Globe）     |
| 成員                              | | |                                         |
| 亞洲 – 亞洲手球總會 (AHF)         | | |                                         |
| 國際賽                            | 亞洲男子手球錦標賽 – 亞洲女子手球錦標賽 | 亞洲男子手球錦標賽 – 亞洲女子手球錦標賽 |                                         |
| 球會賽                            | 亞洲手球俱樂部錦標賽 | 亞洲手球俱樂部錦標賽 |                                         |
| 成員                              | 阿富汗 · 巴林 · 孟加拉 · 中國 · 中華台北 · 香港 · 印度 · 伊朗 · 伊拉克 · 日本 · 約旦 · 哈薩克斯坦 · 科威特 · 吉爾吉斯斯坦 · 黎巴嫩 · 澳門 · 馬來西亞 · 蒙古 · 尼泊爾 · 朝鮮 · 阿曼 · 巴基斯坦 · 巴勒斯坦 · 菲律賓 · 卡塔爾 · 沙烏地阿拉伯 · 韓國 · 敘利亞 · 塔吉克斯坦 · 泰國 · 土庫曼斯坦 · 阿拉伯聯合酋長國 · 烏茲別克斯坦 · 越南 · 也門 | 阿富汗 · 巴林 · 孟加拉 · 中國 · 中華台北 · 香港 · 印度 · 伊朗 · 伊拉克 · 日本 · 約旦 · 哈薩克斯坦 · 科威特 · 吉爾吉斯斯坦 · 黎巴嫩 · 澳門 · 馬來西亞 · 蒙古 · 尼泊爾 · 朝鮮 · 阿曼 · 巴基斯坦 · 巴勒斯坦 · 菲律賓 · 卡塔爾 · 沙烏地阿拉伯 · 韓國 · 敘利亞 · 塔吉克斯坦 · 泰國 · 土庫曼斯坦 · 阿拉伯聯合酋長國 · 烏茲別克斯坦 · 越南 · 也門 |                                         |
| 非洲 – 非洲手球聯合會 （CAHB）    | | |                                         |
| 國際賽                            | 非洲國家手球錦標賽 | 非洲國家手球錦標賽 |                                         |
| 球會賽                            | 非洲手球冠軍聯賽 – 非洲手球盃賽冠軍盃 | 非洲手球冠軍聯賽 – 非洲手球盃賽冠軍盃 |                                         |
| 成員                              | 阿爾及利亞 · 安哥拉 · 布隆迪 · 貝寧 · 喀麥隆 · 佛得角共和國 · 中非共和國 · 乍得 · 科摩羅 · 剛果 · 剛果民主共和國 · 吉布地 · 埃及 · 埃塞俄比亞 · 加蓬 · 岡比亞 · 加納 · 幾內亞 · 幾內亞比紹 · 象牙海岸 · 肯雅 · 萊索托 · 利比理亞 · 利比亞 · 馬達加斯加 · 馬里 · 茅利塔尼亞 · 毛里求斯 · 摩洛哥 · 莫三比克 · 納米比亞 · 尼日利亞 · 尼日爾 · 盧旺達 · 塞內加爾 · 塞舌耳 · 塞拉里昂 · 索馬里 · 南非 · 蘇丹 · 坦桑尼亞 · 多哥 · 突尼斯 · 烏干達 · 尚比亞 · 辛巴威                                            | 阿爾及利亞 · 安哥拉 · 布隆迪 · 貝寧 · 喀麥隆 · 佛得角共和國 · 中非共和國 · 乍得 · 科摩羅 · 剛果 · 剛果民主共和國 · 吉布地 · 埃及 · 埃塞俄比亞 · 加蓬 · 岡比亞 · 加納 · 幾內亞 · 幾內亞比紹 · 象牙海岸 · 肯雅 · 萊索托 · 利比理亞 · 利比亞 · 馬達加斯加 · 馬里 · 茅利塔尼亞 · 毛里求斯 · 摩洛哥 · 莫三比克 · 納米比亞 · 尼日利亞 · 尼日爾 · 盧旺達 · 塞內加爾 · 塞舌耳 · 塞拉里昂 · 索馬里 · 南非 · 蘇丹 · 坦桑尼亞 · 多哥 · 突尼斯 · 烏干達 · 尚比亞 · 辛巴威                                            |                                         |
| 泛美洲 – 泛美洲手球聯合會 (PATHF) | | |                                         |
| 國際賽                            | 美洲手球錦標賽 | 美洲手球錦標賽 |                                         |
| 成員                              | 阿根廷 · 巴巴多斯 · 巴西 · 加拿大 · 智利 · 哥倫比亞 · 哥斯大黎加 · 古巴 · 多明尼加共和國 · 厄瓜多爾 · 薩爾瓦多 · 格陵蘭島 · 瓜地馬拉 · 海地 · 洪都拉斯 · 墨西哥 · 尼加拉瓜 · 巴拿馬 · 巴拉圭 · 波多黎各 · 特立尼達和多巴哥 · 美國 · 烏拉圭 · 委內瑞拉 | 阿根廷 · 巴巴多斯 · 巴西 · 加拿大 · 智利 · 哥倫比亞 · 哥斯大黎加 · 古巴 · 多明尼加共和國 · 厄瓜多爾 · 薩爾瓦多 · 格陵蘭島 · 瓜地馬拉 · 海地 · 洪都拉斯 · 墨西哥 · 尼加拉瓜 · 巴拿馬 · 巴拉圭 · 波多黎各 · 特立尼達和多巴哥 · 美國 · 烏拉圭 · 委內瑞拉 |                                         |
| 大洋洲 – 大洋洲手球聯合會 (OHF)   | | |                                         |
| 國際賽                            | 大洋洲手球國家盃 | 大洋洲手球國家盃 |                                         |
| 球會賽                            | 大洋洲手球冠軍盃 | 大洋洲手球冠軍盃 |                                         |
| 成員                              | 澳大利亞 · 美屬薩摩亞 · 新西蘭 · 薩摩亞 · 瓦努阿圖 · 法屬波利尼西亞 · 新赫里多尼亞 · 瓦利斯群島和富圖納群島 | 澳大利亞 · 美屬薩摩亞 · 新西蘭 · 薩摩亞 · 瓦努阿圖 · 法屬波利尼西亞 · 新赫里多尼亞 · 瓦利斯群島和富圖納群島 |                                         |
| 歐洲 – 歐洲手球聯合會 (EHF)       | | |                                         |
| 國際賽                            | 歐洲男子手球錦標賽 – 歐洲女子手球錦標賽 | 歐洲男子手球錦標賽 – 歐洲女子手球錦標賽 |                                         |
| 球會賽                            | 女子 | 冠軍聯賽 · 盃賽冠軍盃 · 歐洲手聯盃 · 歐洲手聯挑戰盃 · 歐洲手聯冠軍盃 |                                         |
| 球會賽                            | 男子 | 冠軍聯賽 · 盃賽冠軍盃 · 歐洲手聯盃 · 歐洲手聯挑戰盃 · 歐洲手聯冠軍盃 |                                         |
| 成員                              | 阿爾巴尼亞 · 亞美尼亞 · 阿塞拜疆 · 奧地利 · 白俄羅斯 · 比利時 · 波斯尼亞和黑塞哥維那 · 保加利亞 · 克羅地亞 · 塞浦路斯 · 捷克共和國 · 英格蘭 · 丹麥 · 法羅群島 · 愛沙尼亞 · 法國 · 芬蘭 · 格魯吉亞 · 德國 · 希臘 · 匈牙利 · 冰島 · 愛爾蘭 · 以色列 · 拉脫維亞 · 意大利 · 列支敦士登 · 盧森堡 · 立陶宛 · 馬耳他 · 馬其頓 · 摩爾多瓦 · 摩納哥 · 黑山 · 挪威 · 荷蘭 · 波蘭 · 葡萄牙 · 羅馬尼亞 · 俄羅斯 · 蘇格蘭 · 塞爾維亞 · 斯洛文尼亞 · 斯洛伐克 · 西班牙 · 瑞典 · 瑞士 · 土耳其 · 烏克蘭 · 英國 · 科索沃 | 阿爾巴尼亞 · 亞美尼亞 · 阿塞拜疆 · 奧地利 · 白俄羅斯 · 比利時 · 波斯尼亞和黑塞哥維那 · 保加利亞 · 克羅地亞 · 塞浦路斯 · 捷克共和國 · 英格蘭 · 丹麥 · 法羅群島 · 愛沙尼亞 · 法國 · 芬蘭 · 格魯吉亞 · 德國 · 希臘 · 匈牙利 · 冰島 · 愛爾蘭 · 以色列 · 拉脫維亞 · 意大利 · 列支敦士登 · 盧森堡 · 立陶宛 · 馬耳他 · 馬其頓 · 摩爾多瓦 · 摩納哥 · 黑山 · 挪威 · 荷蘭 · 波蘭 · 葡萄牙 · 羅馬尼亞 · 俄羅斯 · 蘇格蘭 · 塞爾維亞 · 斯洛文尼亞 · 斯洛伐克 · 西班牙 · 瑞典 · 瑞士 · 土耳其 · 烏克蘭 · 英國 · 科索沃 |                                         |

## 外部連結
维基共享资源上的相關多媒體資源：手球
- 國際手球總會 (IHF) （页面存档备份，存于）
- Rules of the Game (Indoor Handball) 國際手球規則 2010年版 （页面存档备份，存于）（英文）